# Arosa
Arosa település Svájcban, Graubünden kantonban. Lakosainak száma 3185 fő (2017. december 31.). Arosa Conters im Prättigau, Davos, Fideris, Jenaz, Klosters-Serneus, Langwies, Molinis, Pagig, Peist, Says, Tschiertschen-Praden, Vaz/Obervaz, Alvaneu, Furna, Lantsch/Lenz, Trimmis, Wiesen és Tschiertschen településekkel határos. Megközelíthető Chur irányából a Chur–Arosa-vasútvonalon.

## Népesség
A település népességének változása:
| Lakosok száma | 3205 | 3185 | 3132 |
|               | 2015 | 2017 | 2018 |

## Képgaléria

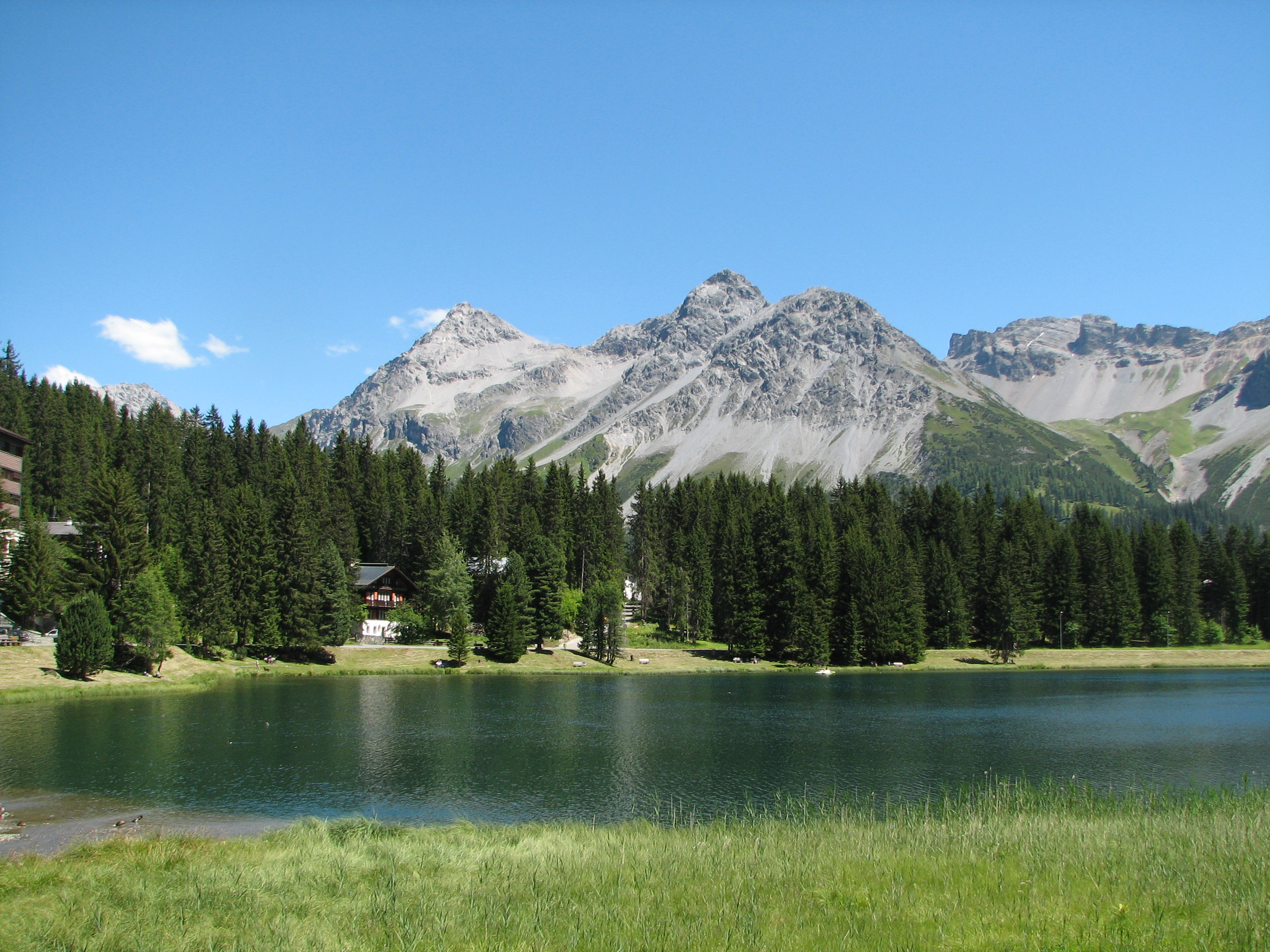
Az Obersee
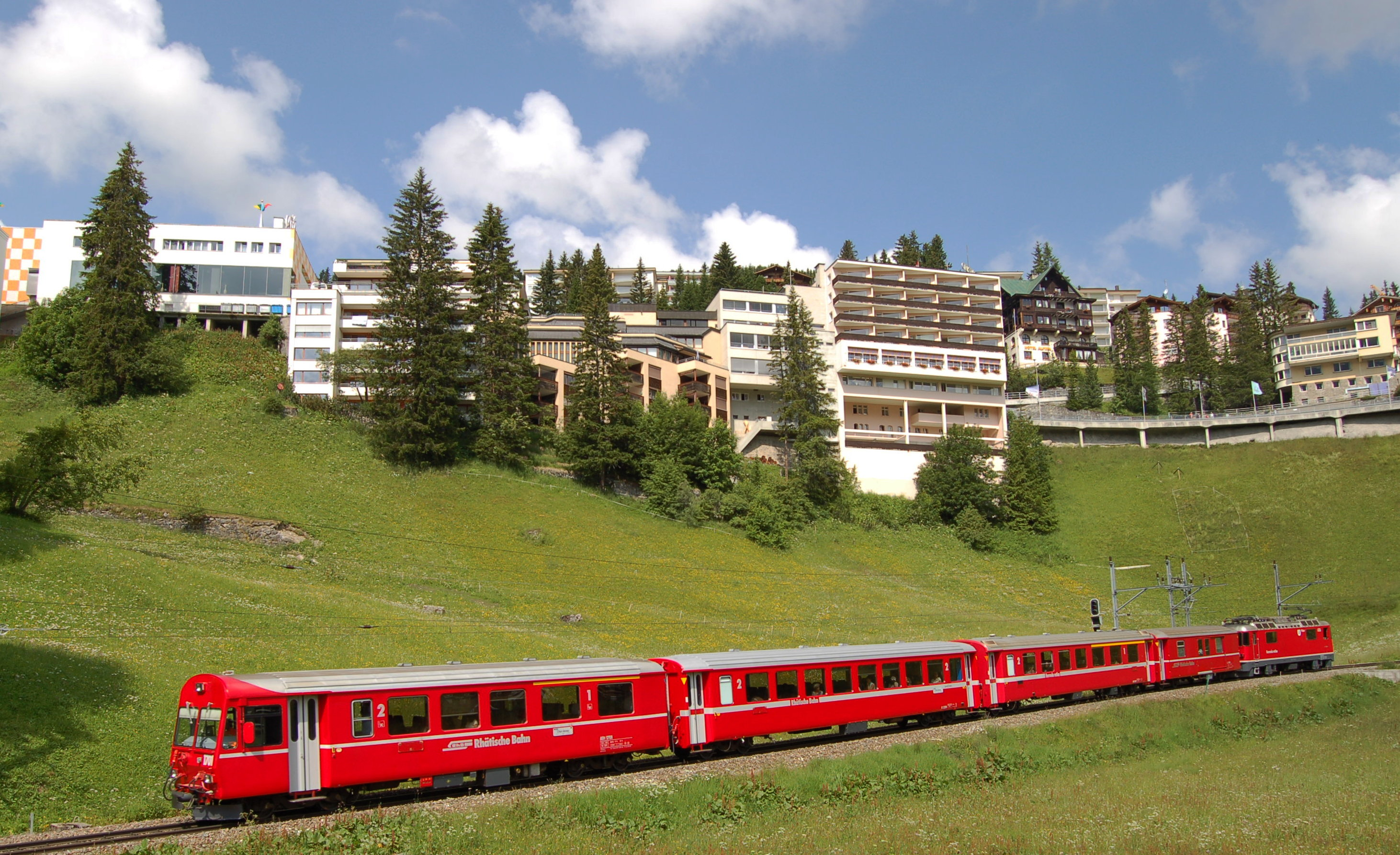
Az RhB vonata a Chur–Arosa-vasútvonalon
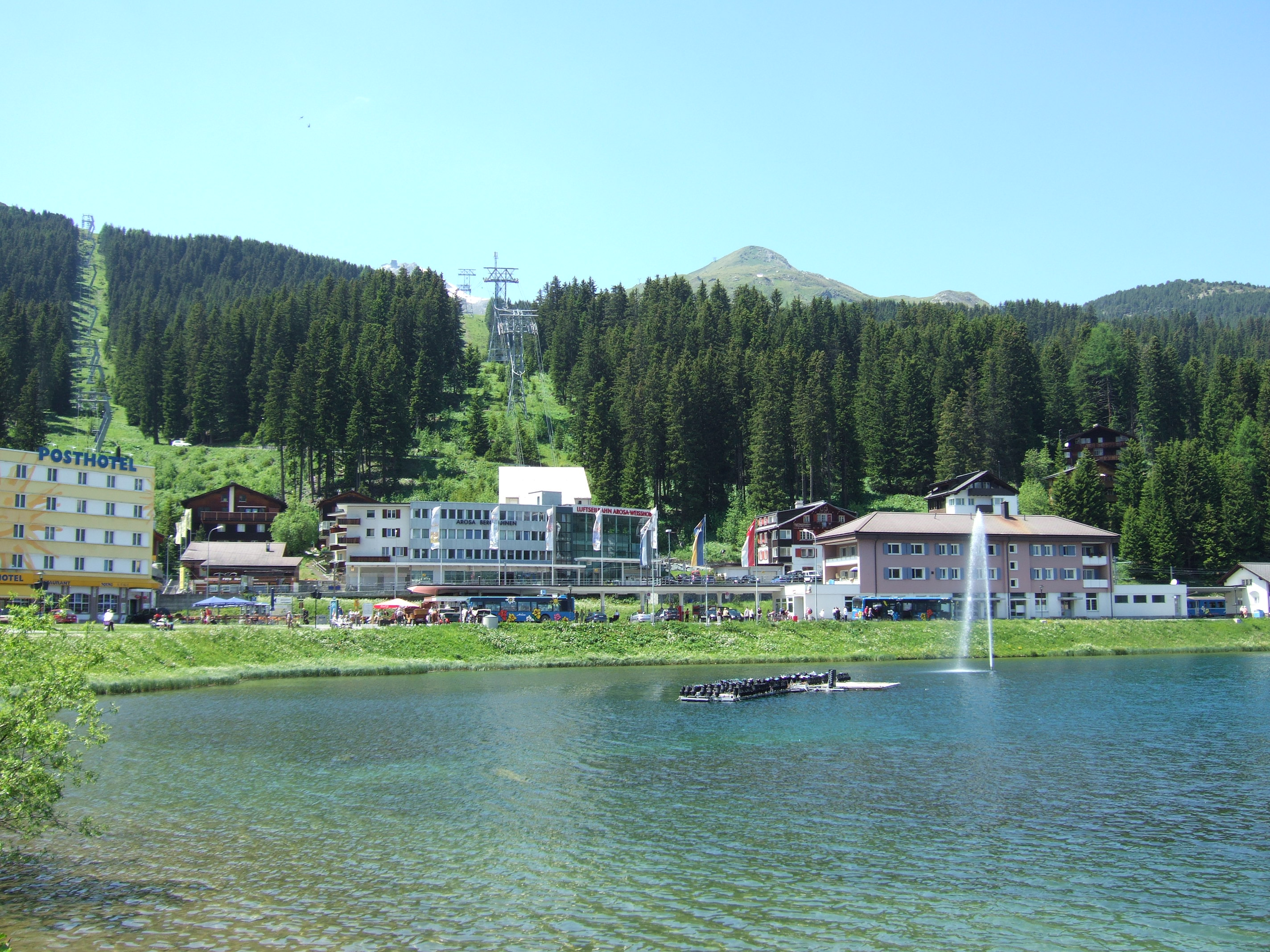
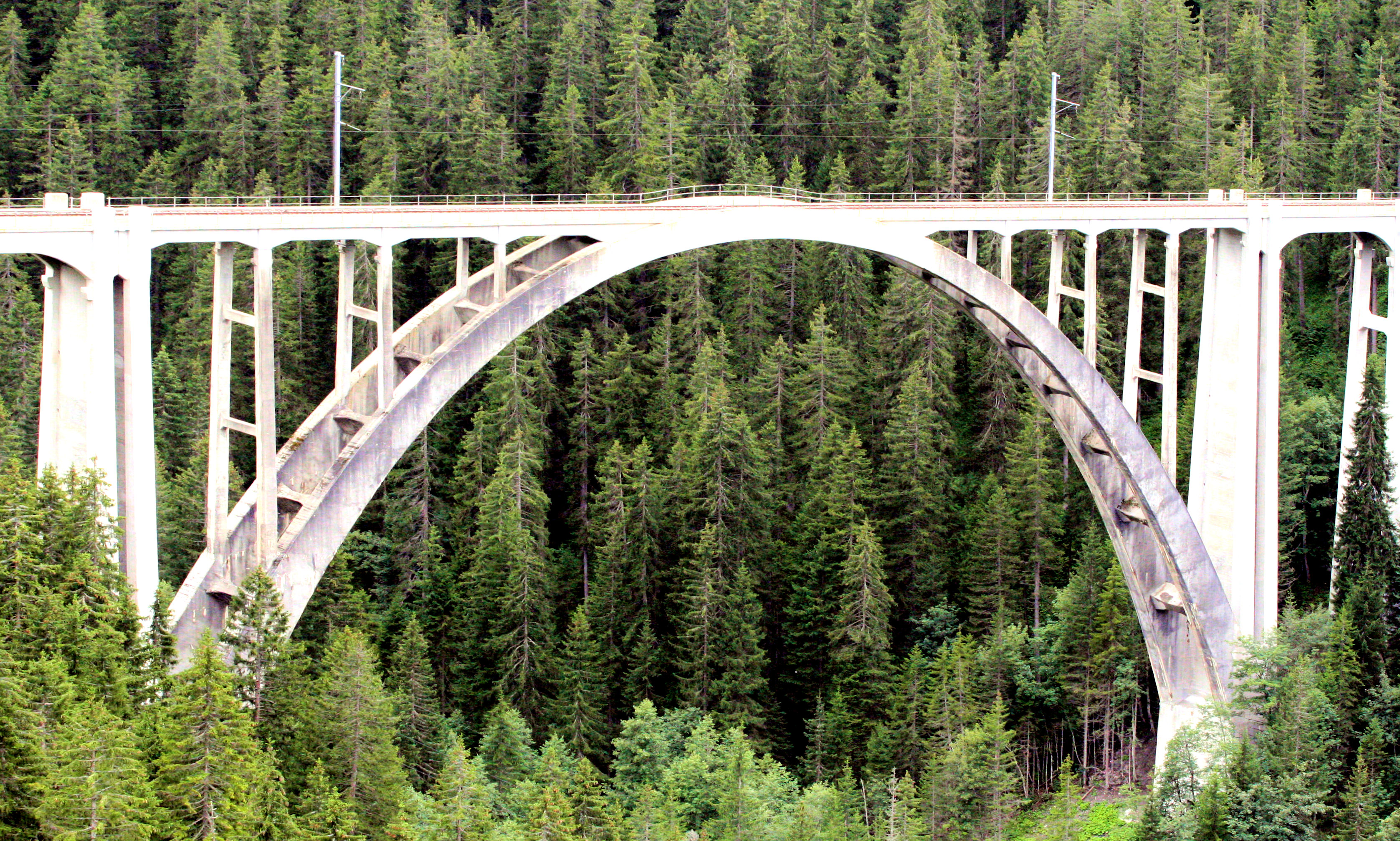
A Langwieshíd (Langwieser Viadukt)